# Betplan
Betplan (Bèthplan en gascon) est une commune française située dans le sud-ouest du département du Gers en région Occitanie. Sur le plan historique et culturel, la commune est dans le pays d'Astarac, un territoire du sud gersois très vallonné, au sol argileux, qui longe le plateau de Lannemezan.
Exposée à un climat océanique altéré, elle est drainée par l'Arros, le Laüs et par deux autres cours d'eau. La commune possède un patrimoine naturel remarquable composé de trois zones naturelles d'intérêt écologique, faunistique et floristique.
Betplan est une commune rurale qui compte 101 habitants en 2022, après avoir connu un pic de population de 353 habitants en 1821.  Ses habitants sont appelés les Betplanais ou  Betplanaises.
Le patrimoine architectural de la commune comprend un immeuble protégé au titre des monuments historiques : le château, inscrit en 1949.

## Géographie

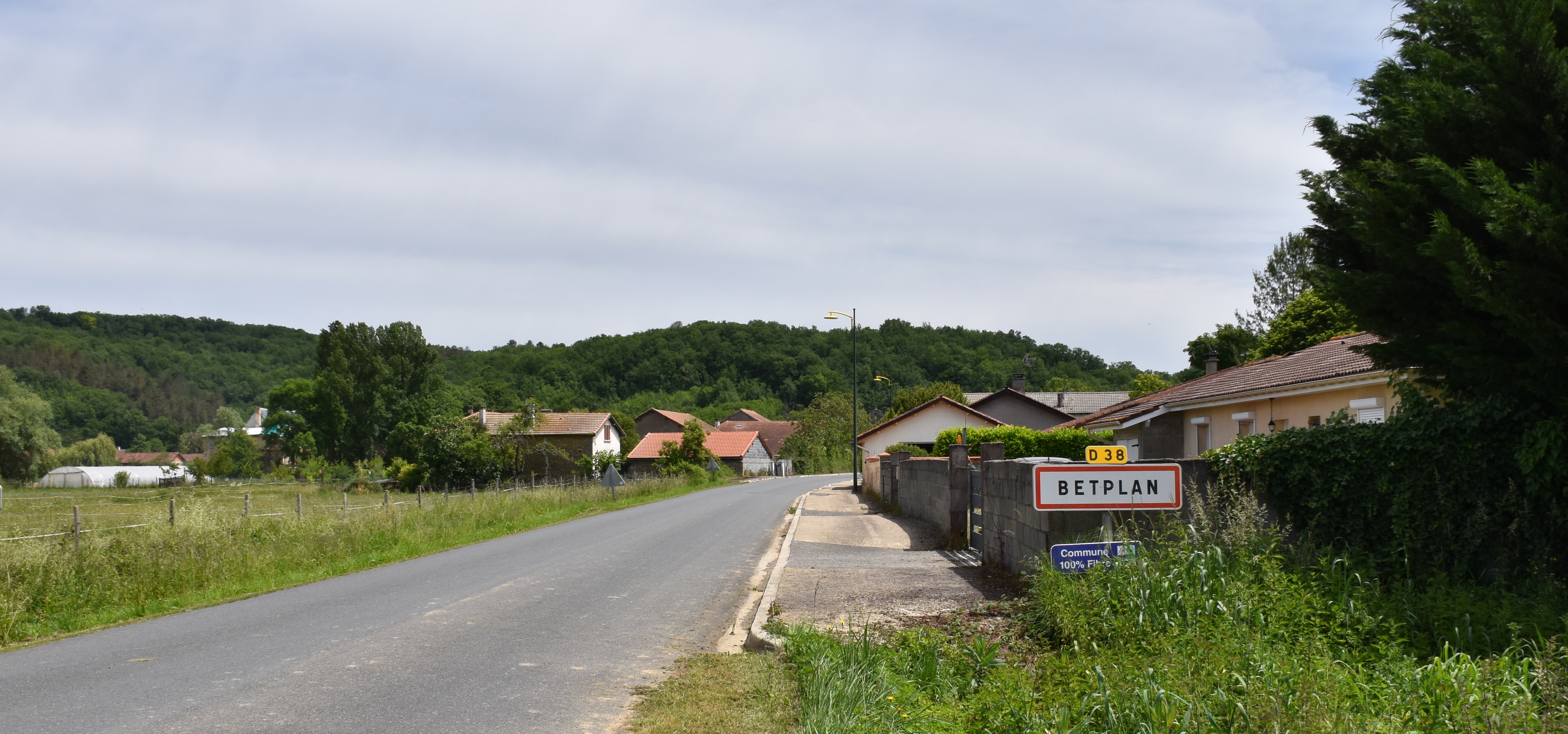
Une entrée du village.

### Localisation

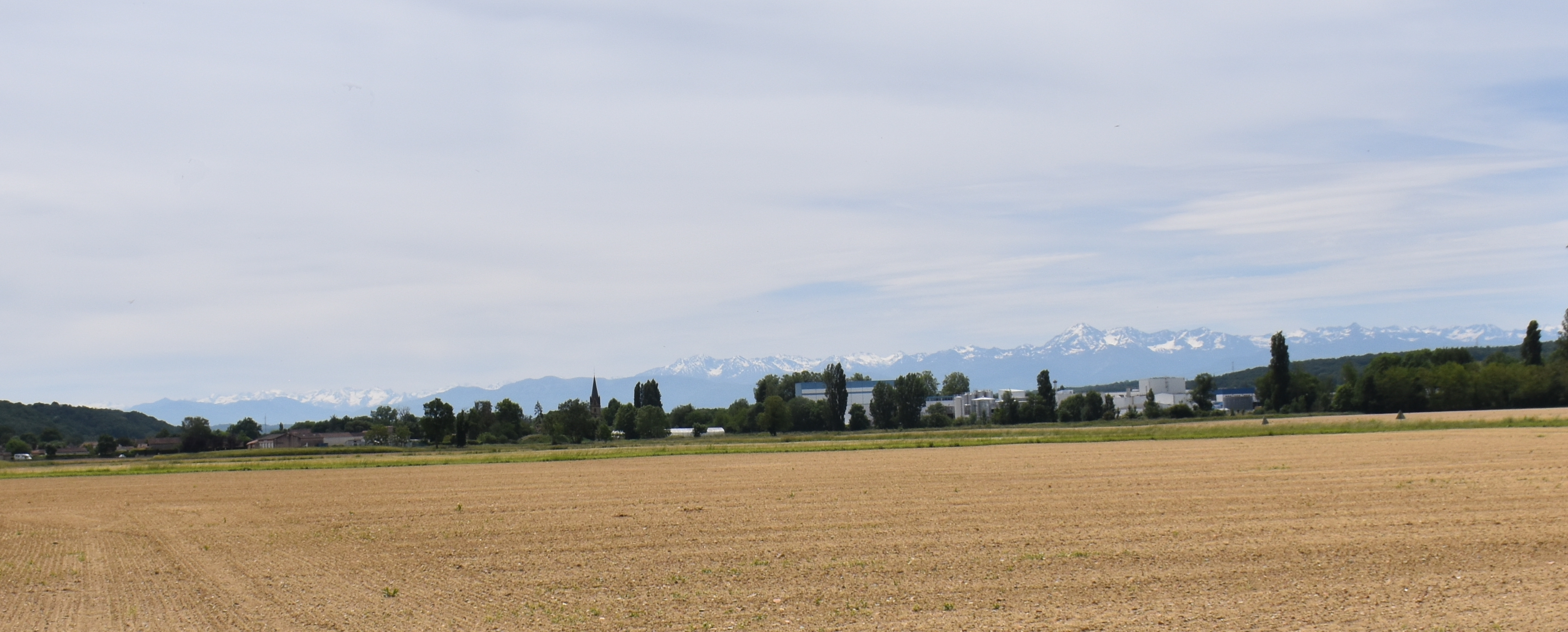
Vue sur les Pyrénées depuis Betplan.

Betplan est une commune de Gascogne, située à la sortie nord de Villecomtal-sur-Arros, sur la D 38.

### Communes limitrophes
Les communes limitrophes sont  Haget, Laguian-Mazous, Malabat, Troncens et Villecomtal-sur-Arros.
|       | Malabat               | Troncens       |
| Haget | Betplan               | Laguian-Mazous |
|       | Villecomtal-sur-Arros |                |

### Géologie et relief
Betplan se situe en zone de sismicité 3 (sismicité modérée).

### Hydrographie

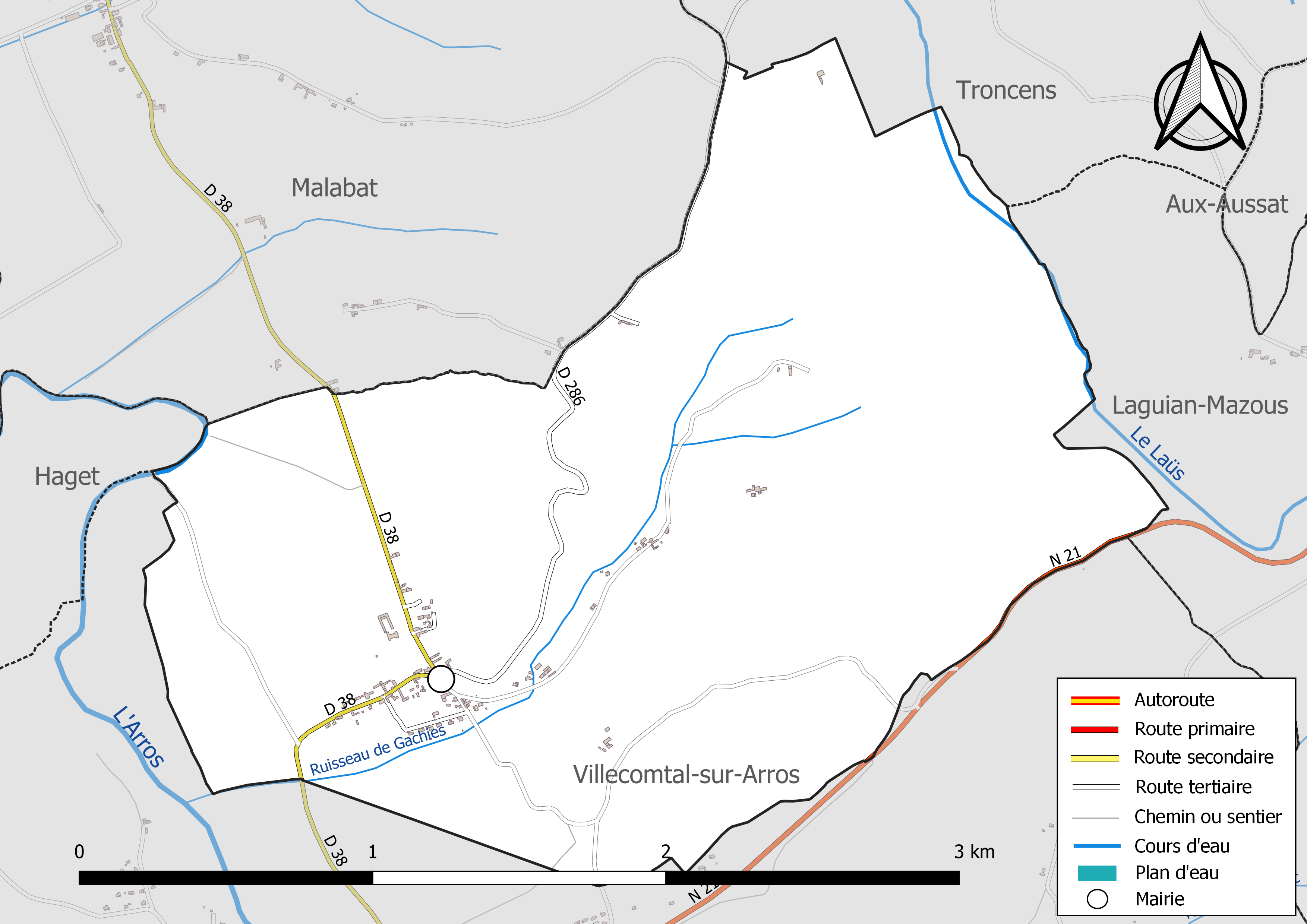
Réseaux hydrographique et routier de Betplan.

La commune est dans le bassin de l'Adour, au sein du bassin hydrographique Adour-Garonne. Elle est drainée par l'Arros, le Laüs, le ruisseau de Gachies et par un petit cours d'eau, qui constituent un réseau hydrographique de 4 km de longueur totale,.
L'Arros, d'une longueur totale de 130,8 km, prend sa source dans la commune d'Esparros et s'écoule vers le nord. Il traverse la commune et se jette dans l'Adour à Izotges, après avoir traversé 54 communes.
Le Laüs, d'une longueur totale de 21 km, prend sa source dans la commune de Laguian-Mazous et s'écoule du sud-est vers le nord-ouest. Il traverse la commune et se jette dans le Bouès à Juillac, après avoir traversé 9 communes.

### Climat
Pour des articles plus généraux, voir Climat de l'Occitanie et Climat du Gers.
En 2010, le climat de la commune est de type climat des marges montargnardes, selon une étude s'appuyant sur une série de données couvrant la période 1971-2000. En 2020, Météo-France publie une typologie des climats de la France métropolitaine dans laquelle la commune est exposée à un climat de montagne ou de marges de montagne et est dans une zone de transition entre les régions climatiques « Pyrénées atlantiques » et « Pyrénées centrales ».
Pour la période 1971-2000, la température annuelle moyenne est de 12,8 °C, avec une amplitude thermique annuelle de 14,8 °C. Le cumul annuel moyen de précipitations est de 924 mm, avec 10,9 jours de précipitations en janvier et 7 jours en juillet. Pour la période 1991-2020, la température moyenne annuelle observée sur la station météorologique la plus proche, située sur la commune de Sadeillan à 12 km à vol d'oiseau, est de 13,6 °C et le cumul annuel moyen de précipitations est de 900,9 mm,. Pour l'avenir, les paramètres climatiques de la commune estimés pour 2050 selon différents scénarios d'émission de gaz à effet de serre sont consultables sur un site dédié publié par Météo-France en novembre 2022.

### Milieux naturels et biodiversité
L’inventaire des zones naturelles d'intérêt écologique, faunistique et floristique (ZNIEFF) a pour objectif de réaliser une couverture des zones les plus intéressantes sur le plan écologique, essentiellement dans la perspective d’améliorer la connaissance du patrimoine naturel national et de fournir aux différents décideurs un outil d’aide à la prise en compte de l’environnement dans l’aménagement du territoire.
Une ZNIEFF de type 1 est recensée sur la commune :
la « forêt de Betplan et bois de Massecap » (483 ha), couvrant 5 communes du département et deux ZNIEFF de type 2, : 
- les « coteaux de Capvern à Betplan » (10 246 ha), couvrant 46 communes dont huit dans le Gers et 38 dans les Hautes-Pyrénées[15] ;
- le « cours de l'Arros » (1 675 ha), couvrant 41 communes dont 20 dans le Gers et 21 dans les Hautes-Pyrénées[16].

Carte des ZNIEFF de type 1 et 2 à Betplan.
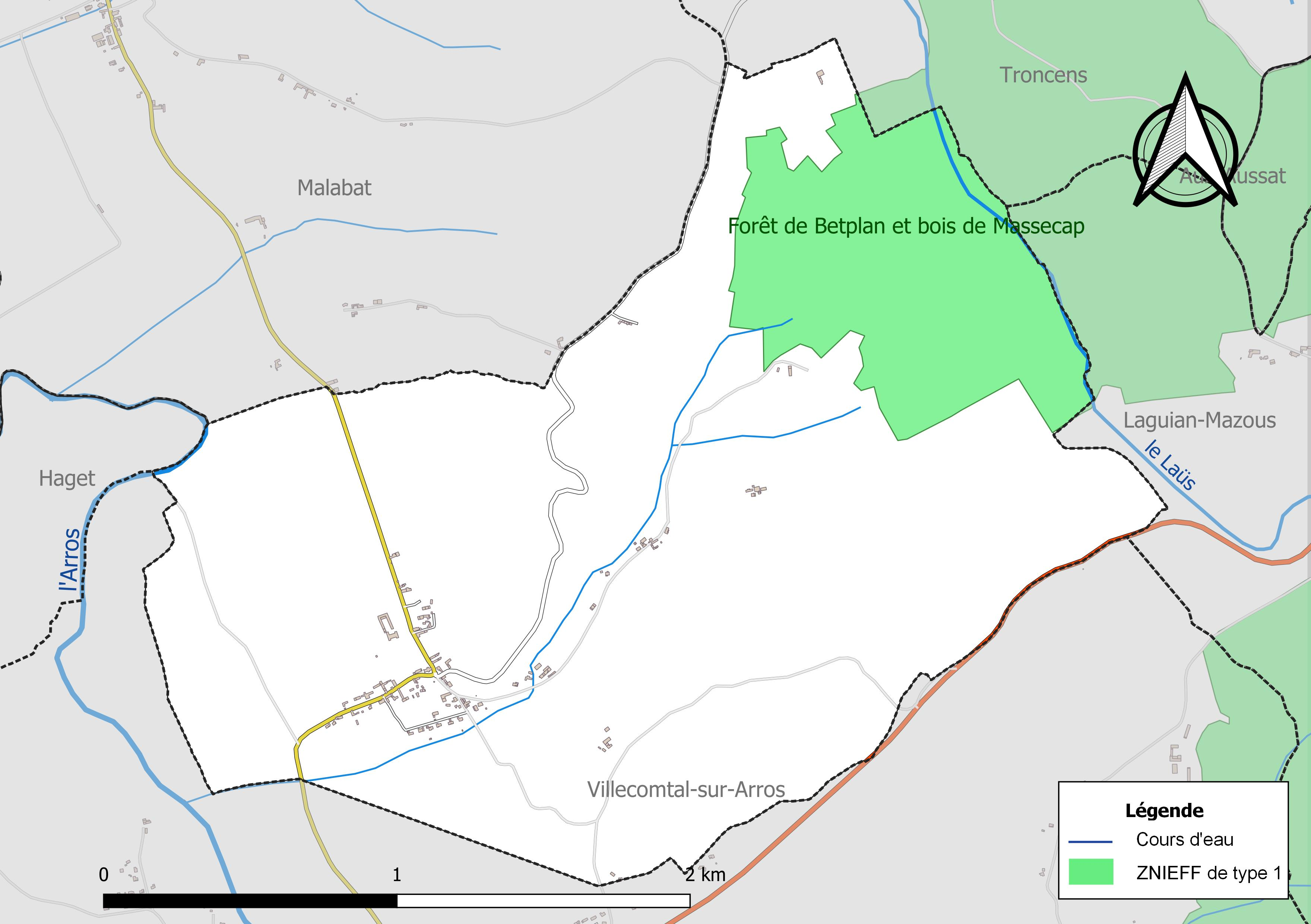
Carte de la ZNIEFF de type 1 sur la commune.
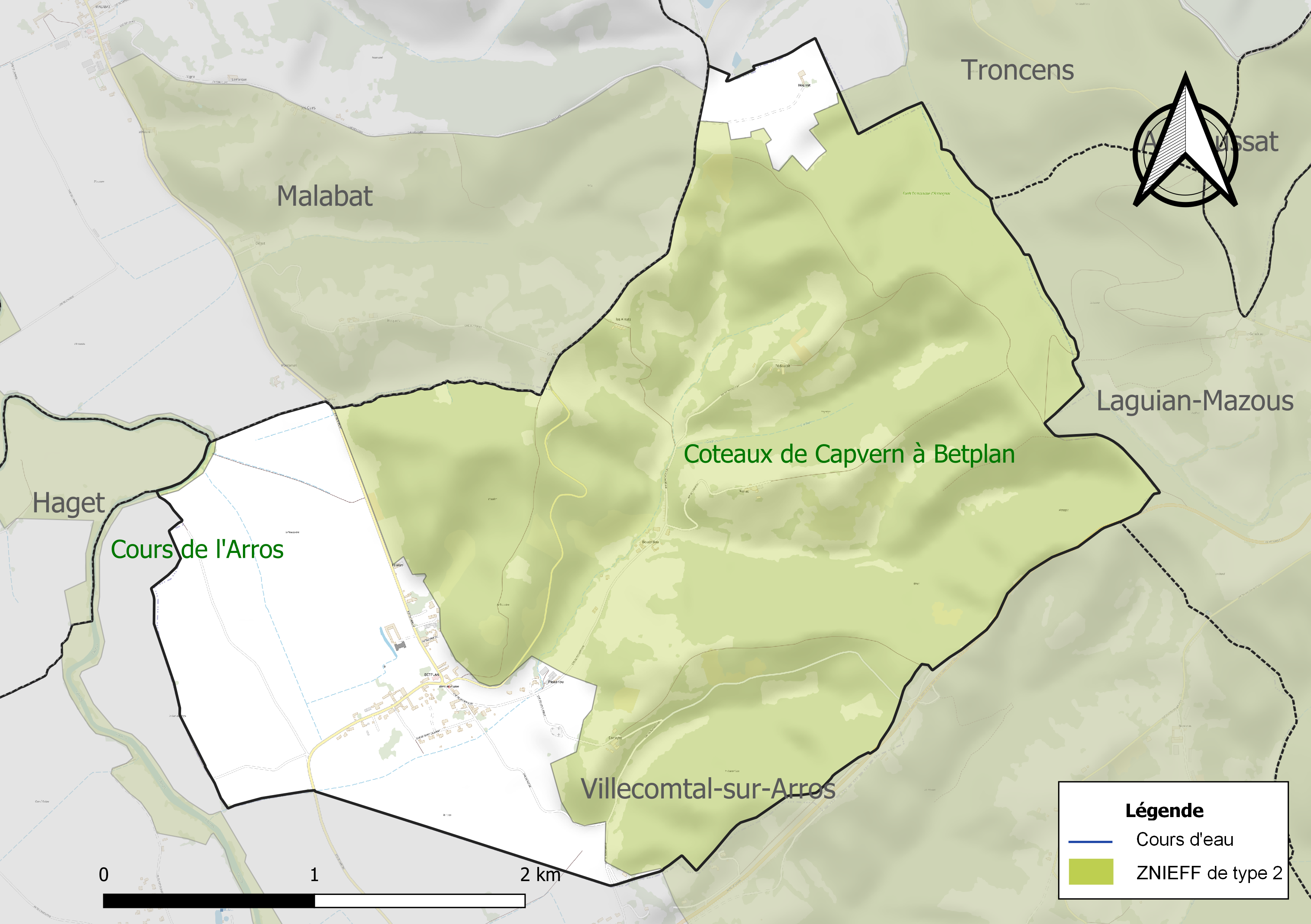
Carte des ZNIEFF de type 2 sur la commune.

## Urbanisme

### Typologie
Au 1er janvier 2024, Betplan est catégorisée commune rurale à habitat dispersé, selon la nouvelle grille communale de densité à sept niveaux définie par l'Insee en 2022.
Elle est située hors unité urbaine et hors attraction des villes,.

### Occupation des sols
L'occupation des sols de la commune, telle qu'elle ressort de la base de données européenne d’occupation biophysique des sols Corine Land Cover (CLC), est marquée par l'importance des forêts et milieux semi-naturels (55,7 % en 2018), une proportion identique à celle de 1990 (55,7 %). La répartition détaillée en 2018 est la suivante : 
forêts (55,7 %), terres arables (19,2 %), prairies (17,3 %), zones agricoles hétérogènes (7,8 %). L'évolution de l’occupation des sols de la commune et de ses infrastructures peut être observée sur les différentes représentations cartographiques du territoire : la carte de Cassini (XVIIIe siècle), la carte d'état-major (1820-1866) et les cartes ou photos aériennes de l'IGN pour la période actuelle (1950 à aujourd'hui).

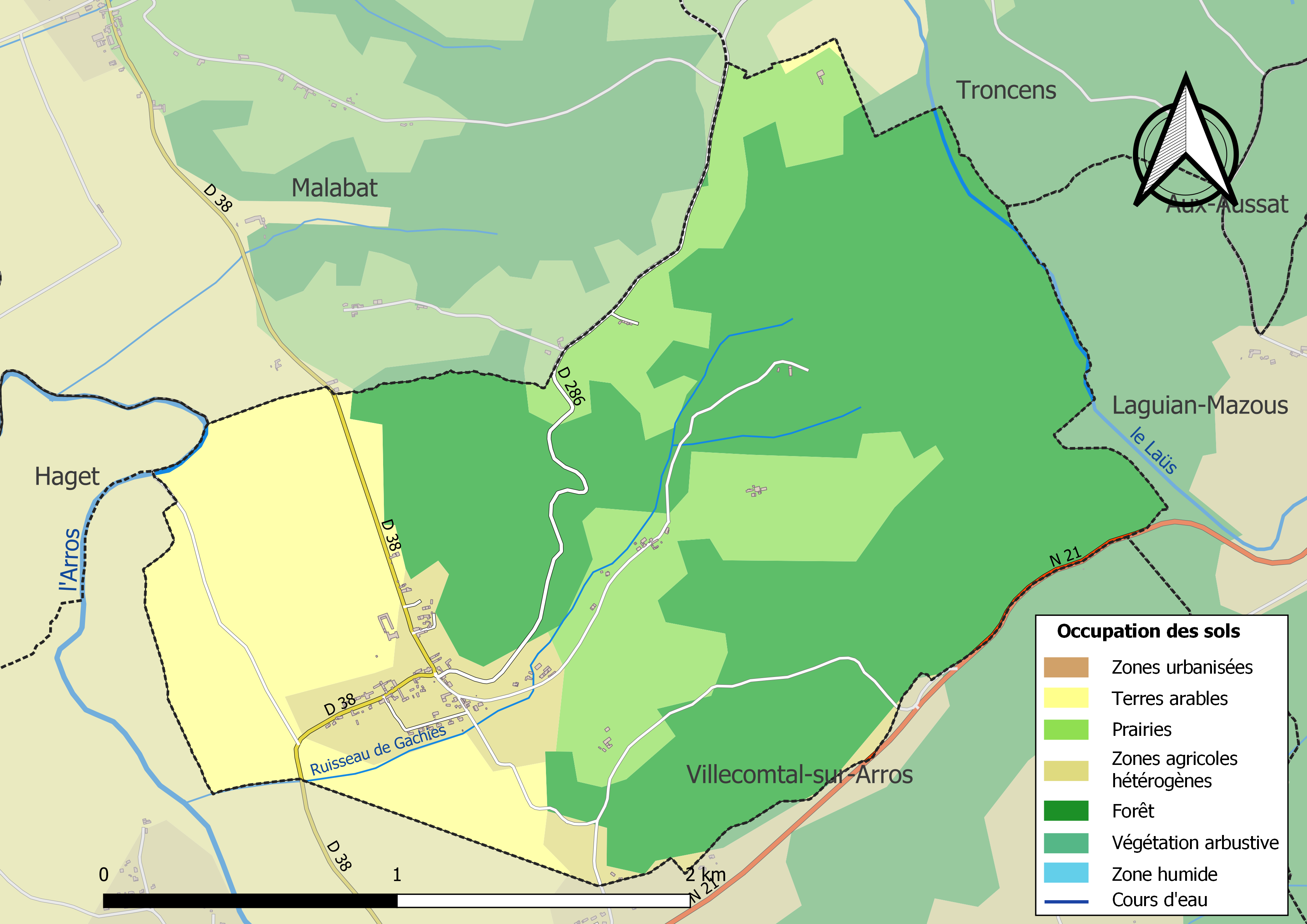
Carte des infrastructures et de l'occupation des sols de la commune en 2018 (CLC).

### Risques majeurs
Le territoire de la commune de Betplan est vulnérable à différents aléas naturels : météorologiques (tempête, orage, neige, grand froid, canicule ou sécheresse), inondations et séisme (sismicité modérée). Un site publié par le BRGM permet d'évaluer simplement et rapidement les risques d'un bien localisé soit par son adresse soit par le numéro de sa parcelle.
Certaines parties du territoire communal sont susceptibles d’être affectées par le risque d’inondation par débordement de cours d'eau, notamment l'Arros et le Laüs. La cartographie des zones inondables en ex-Midi-Pyrénées réalisée dans le cadre du XIe Contrat de plan État-région, visant à informer les citoyens et les décideurs sur le risque d’inondation, est accessible sur le site de la DREAL Occitanie. La commune a été reconnue en état de catastrophe naturelle au titre des dommages causés par les inondations et coulées de boue survenues en 1999 et 2009,.

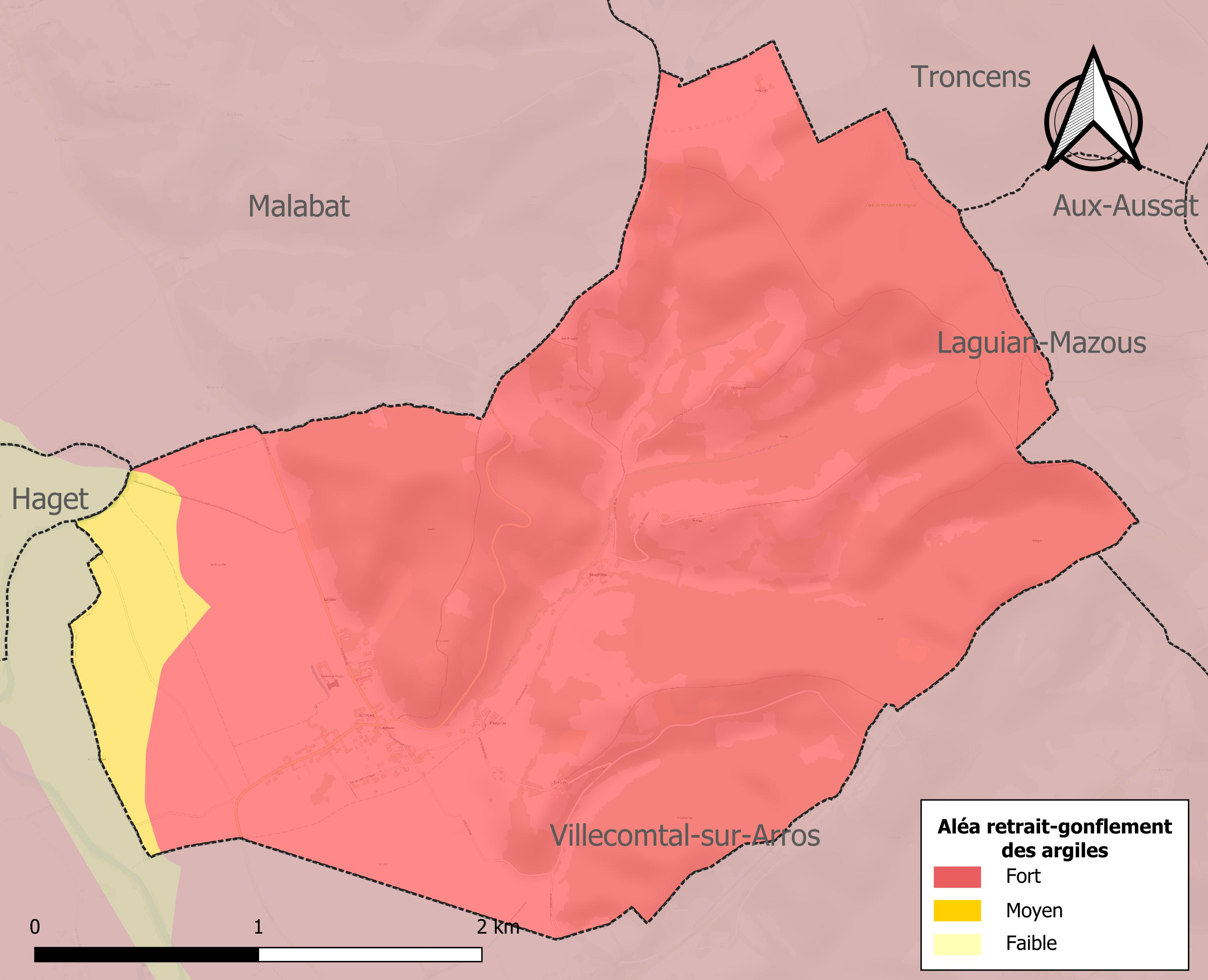
Carte des zones d'aléa retrait-gonflement des sols argileux de Betplan.

Le retrait-gonflement des sols argileux est susceptible d'engendrer des dommages importants aux bâtiments en cas d’alternance de périodes de sécheresse et de pluie. La totalité de la commune est en aléa moyen ou fort (94,5 % au niveau départemental et 48,5 % au niveau national). Sur les 60 bâtiments dénombrés sur la commune en 2019, 60 sont en aléa moyen ou fort, soit 100 %, à comparer aux 93 % au niveau départemental et 54 % au niveau national. Une cartographie de l'exposition du territoire national au retrait gonflement des sols argileux est disponible sur le site du BRGM,.
Par ailleurs, afin de mieux appréhender le risque d’affaissement de terrain, l'inventaire national des cavités souterraines permet de localiser celles situées sur la commune.
Concernant les mouvements de terrains, la commune a été reconnue en état de catastrophe naturelle au titre des dommages causés par la sécheresse en 1989 et par des mouvements de terrain en 1999.

## Histoire
Betplan a été marqué par une révolte paysanne antifiscale en 1643.

## Politique et administration

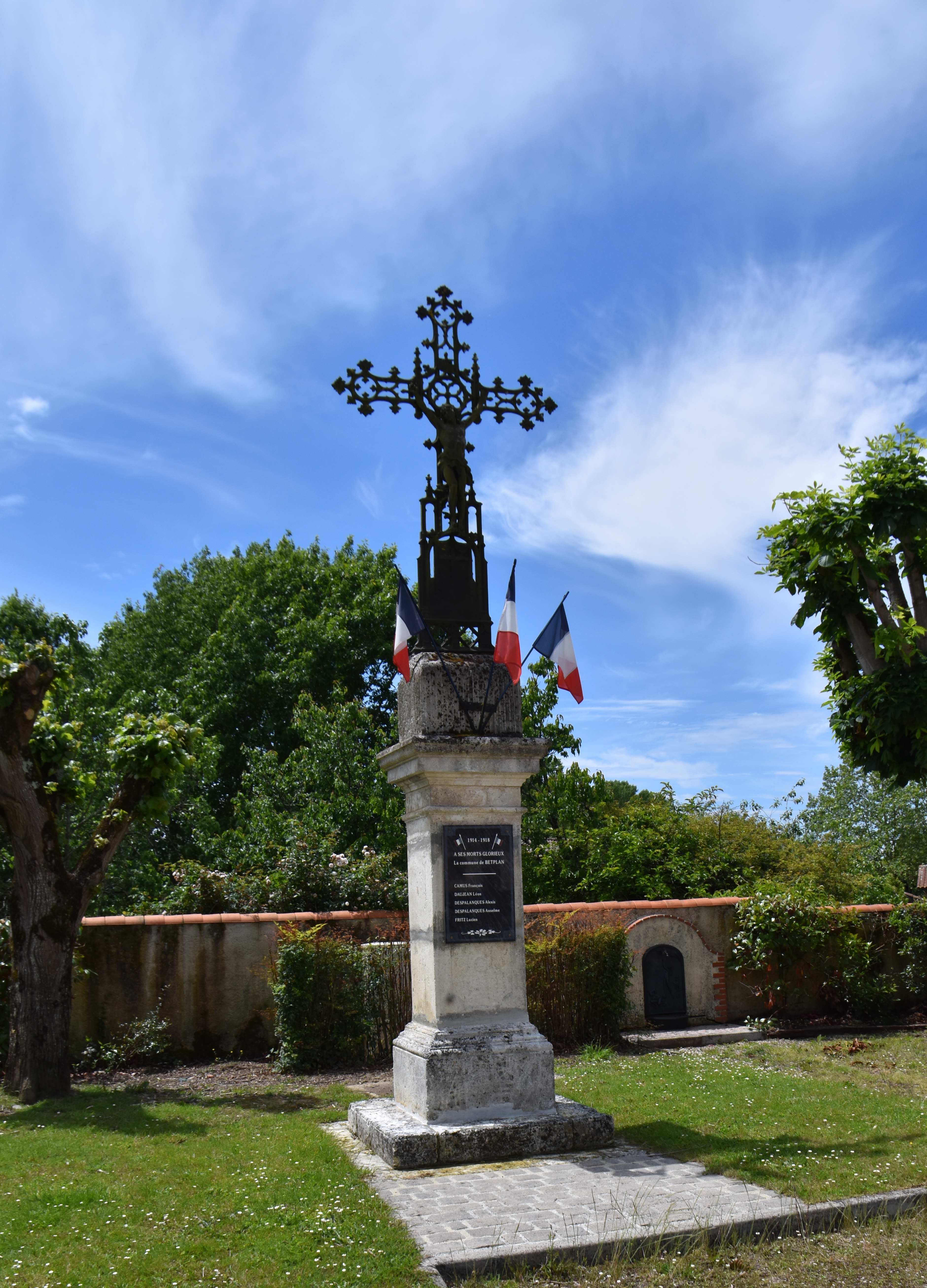
Monument aux morts surmonté d'une croix latine.

| Période                                  | Période  | Identité       | Étiquette | Qualité |
| ---------------------------------------- | -------- | -------------- | --------- | ------- |
| 2001                                     | En cours | Gérard Tanques | DVG       | Ouvrier |
| Les données manquantes sont à compléter. |          |                |           |         |

## Population et société

### Démographie
| 1793 | 1800 | 1806 | 1821 | 1831 | 1841 | 1846 | 1851 | 1856 |
| ---- | ---- | ---- | ---- | ---- | ---- | ---- | ---- | ---- |
| 336  | 263  | 292  | 353  | 326  | 349  | 322  | 310  | 306  |

| 1861 | 1866 | 1872 | 1876 | 1881 | 1886 | 1891 | 1896 | 1901 |
| ---- | ---- | ---- | ---- | ---- | ---- | ---- | ---- | ---- |
| 283  | 281  | 268  | 274  | 283  | 239  | 209  | 200  | 186  |

| 1906 | 1911 | 1921 | 1926 | 1931 | 1936 | 1946 | 1954 | 1962 |
| ---- | ---- | ---- | ---- | ---- | ---- | ---- | ---- | ---- |
| 186  | 166  | 135  | 137  | 135  | 136  | 126  | 124  | 116  |

| 1968 | 1975 | 1982 | 1990 | 1999 | 2006 | 2007 | 2012 | 2017 |
| ---- | ---- | ---- | ---- | ---- | ---- | ---- | ---- | ---- |
| 107  | 91   | 98   | 120  | 136  | 122  | 120  | 107  | 99   |

| 2022 | - | - | - | - | - | - | - | - |
| ---- | - | - | - | - | - | - | - | - |
| 101  | - | - | - | - | - | - | - | - |

## Économie

### Emploi
|                | 2008   | 2013  | 2018   |
| -------------- | ------ | ----- | ------ |
| Commune        | 10,5 % | 4,2 % | 11,1 % |
| Département    | 6,1 %  | 7,5 % | 8,2 %  |
| France entière | 8,3 %  | 10 %  | 10 %   |

En 2018, la population âgée de 15 à 64 ans s'élève à 62 personnes, parmi lesquelles on compte 76,2 % d'actifs (65,1 % ayant un emploi et 11,1 % de chômeurs) et 23,8 % d'inactifs,. Depuis 2008, le taux de chômage communal (au sens du recensement) des 15-64 ans est supérieur à celui de la France et du département.
La commune est hors attraction des villes,. Elle compte 12 emplois en 2018, contre 12 en 2013 et 12 en 2008. Le nombre d'actifs ayant un emploi résidant dans la commune est de 40, soit un indicateur de concentration d'emploi de 29,3 % et un taux d'activité parmi les 15 ans ou plus de 53,3 %.
Sur ces 40 actifs de 15 ans ou plus ayant un emploi, 12 travaillent dans la commune, soit 29 % des habitants. Pour se rendre au travail, 82,9 % des habitants utilisent un véhicule personnel ou de fonction à quatre roues, 9,7 % s'y rendent en deux-roues, à vélo ou à pied et 7,3 % n'ont pas besoin de transport (travail au domicile).

### Activités hors agriculture
6 établissements sont implantés  à Betplan au 31 décembre 2019.
Le secteur du commerce de gros et de détail, des transports, de l'hébergement et de la restauration est prépondérant sur la commune puisqu'il représente 66,7 % du nombre total d'établissements de la commune (4 sur les 6 entreprises implantées  à Betplan), contre 27,7 % au niveau départemental.

### Agriculture
|               | 1988 | 2000 | 2010 | 2020 |
| ------------- | ---- | ---- | ---- | ---- |
| Exploitations | 10   | 8    | 10   | 1    |
| SAU (ha)      | 196  | 159  | 160  | 51   |

La commune est dans l'Astarac, une petite région agricole englobant tout le Sud du départementle centre-nord du département du Gers, un quart de sa superficie, et correspond au pied de lʼéventail gascon. En 2020, l'orientation technico-économique de l'agriculture  sur la commune est l'exploitation de grandes cultures (hors céréales et oléoprotéagineuses). Une seule  exploitation agricole ayant son siège dans la commune est recensée lors du recensement agricole de 2020 (dix en 1988). La superficie agricole utilisée est de 51 ha,,.

## Culture locale et patrimoine

### Lieux et monuments
- L'église Saint-Laurent, dont les origines remontent au XIIIe siècle, est surmontée d'un clocher-mur à trois niches abritant deux cloches. Elle abrite un retable remarquable.

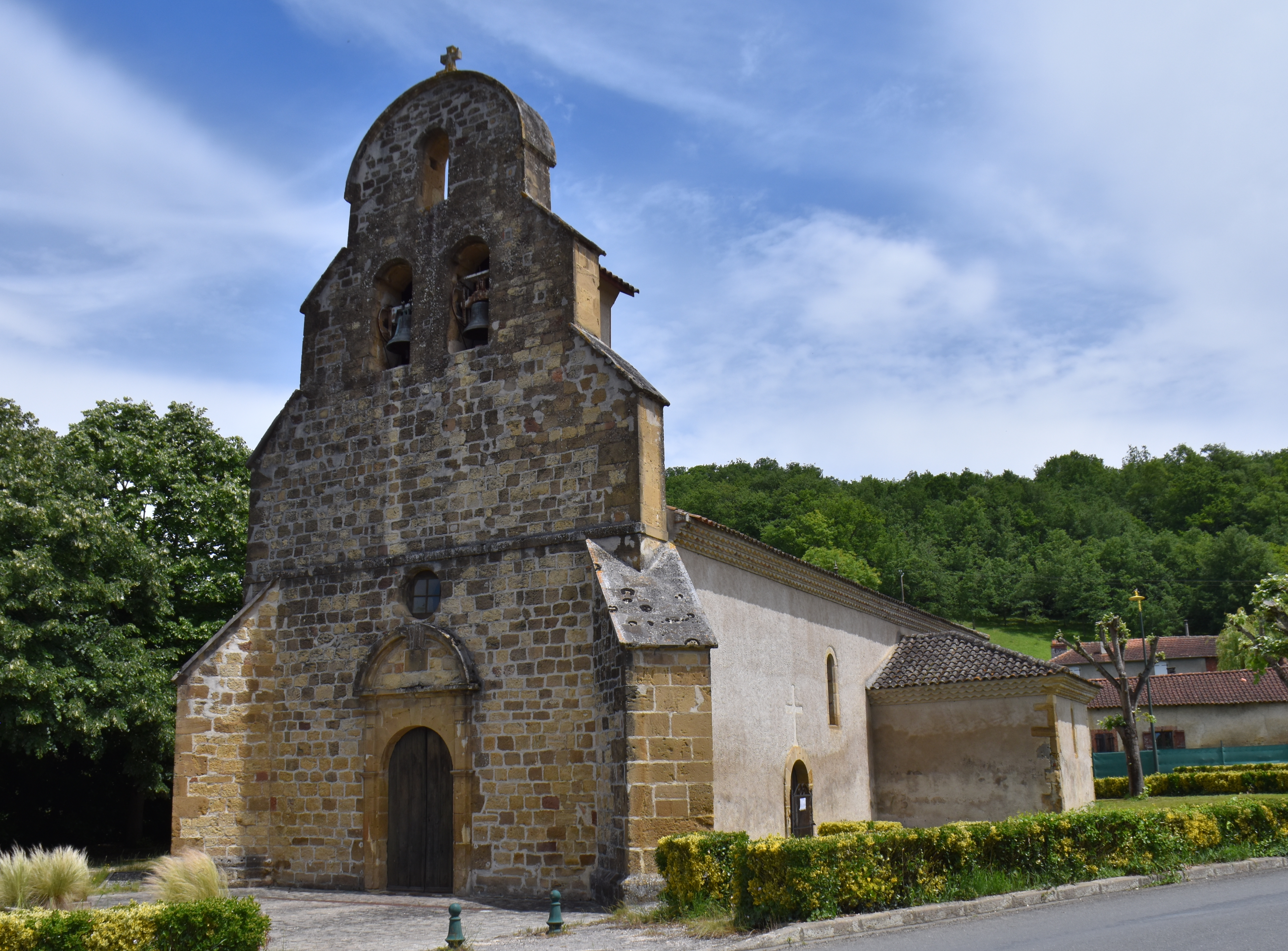
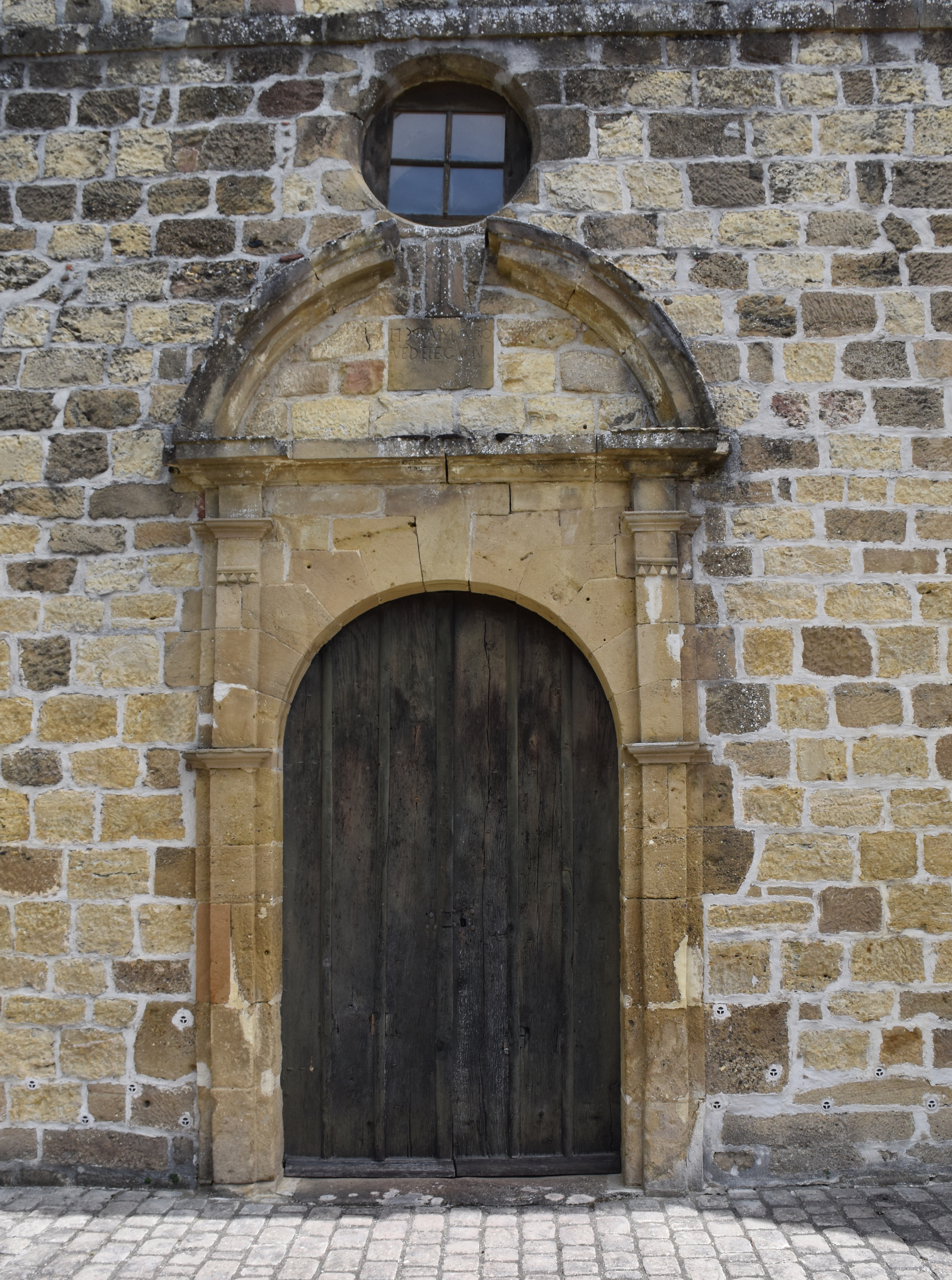
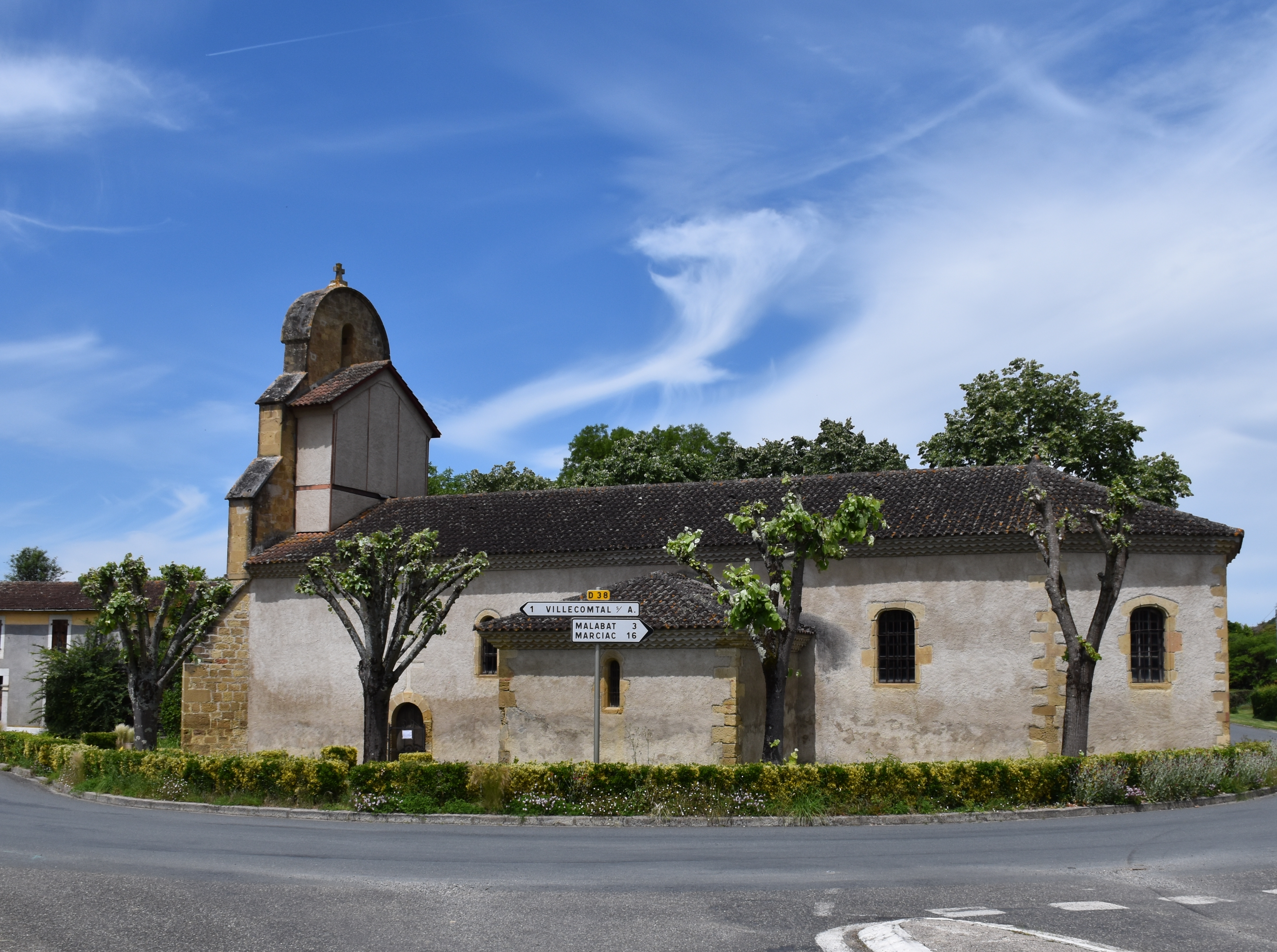
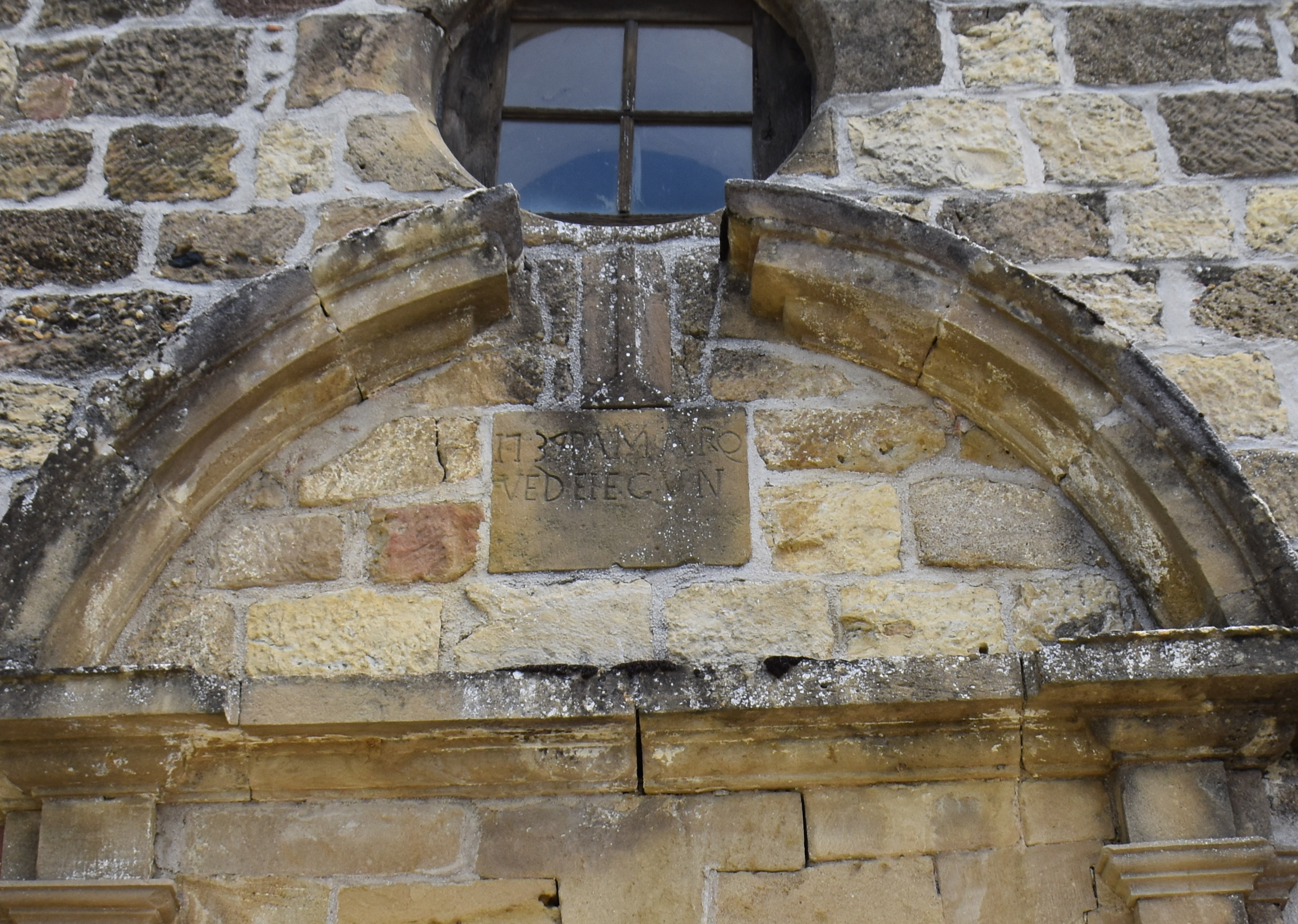
Pierre portant la date de reconstruction de l'église: 1734.
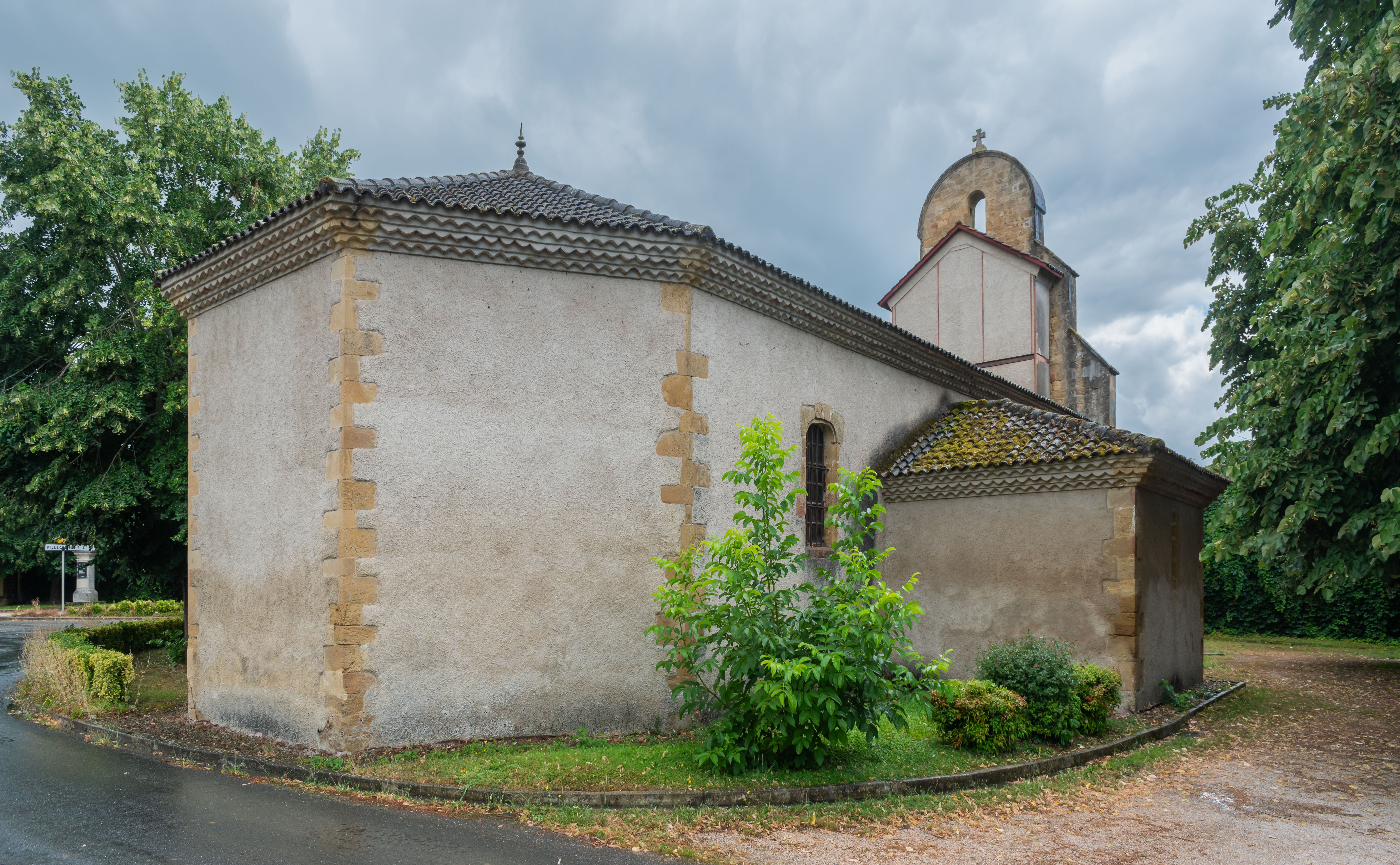

- Le Château de Betplan  est reconnaissable à sa façade classique, à ses toitures à fortes pentes et à ses terrasses à balustres.